# جامعة الدون الحكومية التقنية
جامعة الدون الحكومية التقنية (بالروسية: Донской государственный технический университет) هي جامعة تأسست سنة 1930 بمدينة روستوف-نا-دونو في روسيا.

## تاريخ
تأسست جامعة الدون الحكومية التقنية في 20 مايو 1930. وكان اسمها في الأصل معهد شمال القوقاز للهندسة الزراعية وكانا تتوفر على كُليتين: (الهندسة الزراعية وصناعة المعادن). في عام 1938 تم تغيير اسم المعهد إلى معهد الهندسة الزراعية. حتى عام 1992، كانت المؤسسة الرائدة في تصميم الآلات الزراعية والخراطة عالية السرعة في الاتحاد السوفيتي.
خلال الستينات، تم إنشاء كليات جديدة، واعتماد برامج دراسية جديدة.

## اليوم
في 24 ديسمبر 1992، أصبحت جامعة بعدما كانت معهدا. اليوم، تُقدم الجامعة مجموعة واسعة من أكثر من 100 دورة دراسية تتراوح بين الرياضيات والفيزياء والهندسة الميكانيكية، تكنولوجيا التشغيل الآلي، البيداغوجيا وعلم الاجتماع في 16 كلية. وتتواجد فروع إقليمية للجامعة في مدن فولغودونسك، وتاغانروغ، وآزوف، وييسينتوكي. اعتبارا من عام 2012، تم البدء في إنجاز مشروع بولونيا.